# Bear Lake (Wisconsin)
Bear Lake – miasto w Stanach Zjednoczonych, w stanie Wisconsin, w hrabstwie Barron.